# Isoroku Yamamoto
Isoroku Yamamoto (山本五十六 Yamamoto, Isoroku) (født 4. april 1884, død 18. april 1943) var en japansk admiral og øverstbefalende for den japanske flåde i tiden fra 1939-1943.
I slaget ved Tsushima i 1905 under den russisk-japanske krig mistede han to fingre. Yamamoto planlagde og organiserede det japanske angreb på Pearl Harbor den 7. december 1941. Yamamoto døde den 18. april 1943, da det fly, han var ombord på, blev skudt ned af et amerikansk fly (Operation Vengeance). Ønskede ikke krigen mod USA, men fulgte de ordrer han fik til at angribe Pearl Harbour.